# Carole Franck
Pour les personnes ayant le même patronyme, voir Franck.
Carole Franck est une actrice française.

## Biographie
Carole Franck débute au théâtre après sa sortie de l'École nationale supérieure des arts et techniques du théâtre (ENSATT - rue Blanche) à Paris.
Depuis 2001, elle joue principalement au cinéma et à la télévision.
Également active dans le doublage, elle double notamment de façon régulière Olivia Colman, Jennifer Coolidge et Catherine Keener.

## Théâtre
- 1991 : Summer d’Edward Bond, mise en scène René Loyon, Théâtre national de la Colline, CDN de Besançon, Théâtre du huitième à Lyon
- 1992 : Djurdjura de François Bourgeat, mise en scène Jean-Louis Jacopin, Théâtre de La Criée à Marseille, Théâtre Ouvert à Paris
- 1993 : Love's labor's lost de William Shakespeare, mise en scène Anthony Tuckey à Ipswich, Angleterre, en anglais
- 1994 : La Noce chez les petits bourgeois de B. Brecht, mise en scène de Juliette Chemilliez, Centre Wallonie-Bruxelles à Paris
- 1994 : Madame de Sade de Mishima, mise en scène Olivier Foubert
- 1995 : Mein Kampf, farce de George Tabori, mise en scène Claude Grin
- 1996 : Les Serments indiscrets de Marivaux, mise en scène Yves Goumelon, Festival d'Avignon et Festival de Montpellier
- 1997 : Dissonance de Michel Azama, mise en scène Nicolas Thibault, Festival du jeune théâtre d'Alès
- 1998 : Unforgiven Dogs de Claudia Mendez, mise en scène de Ferran Audi, à Londres, en anglais
- 1999 : Fantômas de Pierre Souvestre et Marcel Allain, mise en scène de Nicolas Thibault, à La Maroquinerie à Paris
- 2000 : Barbe bleue l'espoir des femmes de Déha Loher, mise en scène Gilles Dao
- 2001 : Le Sang de Sergi Belbel, mise en scène de Nicolas Thibaut
- 2021 : 25 de et mise en scène par Romain Bouillaguet

## Filmographie

### Cinéma
- 1989 : Romuald et Juliette de Coline Serreau : la réceptionniste au club de tennis
- 1989 : Vanille Fraise de Gérard Oury : Maryse
- 1990 : Jour après jour d'Alain Attal ; la réceptionniste de la maison de disques
- 1991 : L'Instinct de l'ange de Richard Dembo
- 1992 : Pas de perdant de Franck Saint-Cast (moyen-métrage)
- 1992 : Sept années de Virginie Apiou (court-métrage)
- 1993 : Le Coup suprême de Jean-Pierre Sentier
- 1995 : Bonimenteurs d'Emmanuel Descombes (court-métrage)
- 1996 : La Propriétaire d'Ismail Merchant : une assistante au magasin en 1943
- 1999 : Swamp ! d'Eric Bu : Carole
- 1999 : Le Schpountz de Gérard Oury : l'hôtesse de la société de production
- 2000 : La Faute à Voltaire d'Abdellatif Kechiche : Barbara
- 2003 : L'Esquive d'Abdellatif Kechiche : la professeure de français
- 2004 : Destination de Fabrice Camoin (court-métrage) :
- 2005 : Hotel California de Nigel Bennett (court métrage)
- 2005 : Les Poupées russes de Cédric Klapisch : la productrice de télévision
- 2006 : Toi et moi de Julie Lopes-Curval : Sandrine
- 2006 : Le Bal perdu d'Alfredo Diaz Perez (court-métrage) : Lydia
- 2006 : La Faute à Fidel ! de Julie Gavras : sœur Geneviève
- 2006 : Les Européens segment Jane by the Sea de Solveig Anspach  docteur Rebecca Franck
- 2007 : Fille unique de Julie Bonan (court-métrage) : Barbara
- 2007 : Tout est pardonné de Mia Hansen-Løve : Martine
- 2007 : Les Murs porteurs de Cyril Gelblat : l'infirmière
- 2007 : La Graine et le mulet d'Abdellatif Kechiche : la voisine de Guy
- 2008 : L'Autre rive de Fabrice Camoin (court-métrage) : Françoise, l'entraîneuse de hand-ball
- 2008 : Les Liens du sang de Jacques Maillot : Monique
- 2008 : Aide-toi, le ciel t'aidera de François Dupeyron : l'inspectrice de police
- 2009 : Je suis heureux que ma mère soit vivante de Claude Miller et Nathan Miller : la directrice de l'orphelinat
- 2009 : Mères et filles de Julie Lopes-Curval : Evelyne
- 2010 : Rebecca H. (Return to the Dogs) de Lodge Kerrigan
- 2010 : Le Nom des gens de Michel Leclerc : Céline Delivet Benmahmoud
- 2011 : Léa de Bruno Rolland : Philippine, patronne du strip-club
- 2011 : Polisse de Maïwenn : Céline
- 2011 : La Fille de sa mère d'Eric Bu (court métrage) : Fanny
- 2012 : La Mer à boire de Jacques Maillot : Hyacinthe
- 2012 : Amour de Michael Haneke : la première infirmière
- 2013 : Jeune et Jolie de François Ozon : la policière
- 2013 : Le Maillot de bain de Mathilde Bayle (court-métrage) : Christiane
- 2013 : Les Invincibles de Frédéric Berthe : Isa
- 2014 : Dans la cour de Pierre Salvadori : la conseillère de l'agence d'intérim
- 2014 : Hippocrate de Thomas Lilti : Myriam
- 2014 : Respire de Mélanie Laurent : la mère de Sarah
- 2015 : En équilibre de Denis Dercourt : l'avocate
- 2015 : Coup de chaud de Raphaël Jacoulot : Diane
- 2015 : Je suis à vous tout de suite de Baya Kasmi : la sœur de Paul
- 2015 : Ange et Gabrielle d'Anne Giafferi : Caroline, la collègue pharmacienne
- 2015 : Nous trois ou rien de Kheiron : Catherine Hanriot
- 2015 : La Vie très privée de Monsieur Sim de Michel Leclerc : Audrey
- 2016 : La Taularde d'Audrey Estrougo : Babette, dite « Ma tante »
- 2017 : Au revoir là-haut d'Albert Dupontel : sœur Hortense
- 2017 : Villeperdue de Julien Gaspar-Oliveri : Gaëv, la mère
- 2018 : Comme des garçons de Julien Hallard : Raymonde
- 2018 : Les Chatouilles d'Andréa Bescond et Éric Métayer : la psy
- 2019 : Mais vous êtes fous de Audrey Diwan : Christine, la mère de Camille
- 2020 : Les Vétos de Julie Manoukian : Lila
- 2020 : De l'or pour les chiens d'Anna Cazenave Cambet : la mère supérieure
- 2020 : Garçon chiffon de Nicolas Maury : Mireille
- 2022 : Pour la France de Rachid Hami : Procureur de la République
- 2023 : Quand tu seras grand d'Andréa Bescond et Éric Métayer : Nelly
- 2024 : Emmanuelle d'Audrey Diwan : La mère d'Emmanuelle

### Télévision
- 1994 : L'Instit, épisode 3-01, Vanessa, la petite dormeuse, de Philippe Triboit : Claire
- 1997 : Julie Lescaut, épisode 2 saison 6, Travail fantôme d'Alain Wermus : Caroline Turpin
- 2004 : Jane by the sea  (TV, sur Arte, en anglais) de Sólveig Anspach
- 2005 : La Visite de Pierre Sisser
- 2007 : Ravages de Christophe Lamotte (Arte)
- 2007 : Alice Nevers, le juge est une femme (série télévisée) (Épisode 2 Saison 3)
- 2007 : Sauveur Giordano (série télévisée) (Épisode 1 Saison 7)
- 2008 : Enquêtes réservées (série télévisée) (Épisode 3 Saison 1)
- 2008 : Paradis criminel (série télévisée) de Serge Meynard France 2
- 2008 : Nicolas Le Floch (série télévisée) (Épisode 1 Saison 1)
- 2009 : Un singe sur le dos (téléfilm sur Arte) de Jacques Maillot
- 2011 : Un soupçon d'innocence d'Olivier Péray
- 2011 : E-Love d'Anne Villacèque
- 2011 : Insoupçonnable de Benoît d'Aubert
- 2012 : Parle tout bas si c'est d'amour de Sylvain Monod
- 2012 : Les Revenants (série télévisée) de Fabrice Gobert et Frédéric Mermoud Canal+
- 2018 : Ma mère, le crabe et moi de Yann Samuell, téléfilm
- 2019 : Les Rivières pourpres, saison 2
- 2020 : La Flamme de Jonathan Cohen et Jérémie Galan
- 2022 : En thérapie, saison 2, épisode 15 : l'avocate
- 2023 : Les Disparus de la Forêt-Noire d'Ivan Fegyveres
- 2023 : Droit de regard de Julie Manoukian : Cécile
- 2024 : Enjoy ! de Lionel Meta : Alix

### Radio
- 2012 : Agrippine de Claire Bretécher : la mère d'Agrippine
- 2012 : Les frustrés de Claire Brétécher

## Doublage

### Cinéma

#### Films
- Catherine Keener[2] dans (7 films) :
  - Ça tourne à Manhattan (1995) : Nicole Springer
  - Une vraie blonde (1997) : Mary
  - Simpatico (1999) : Cecilia
  - Full Frontal (2002) : Lee
  - Crève, Smoochy, crève ! (2002) : Nora Wells
  - The Ballad of Jack and Rose (2009) : Kathleen
  - Le Soliste (2009) : Mary

- Jennifer Coolidge dans (4 films) :
  - Alexandre et sa journée épouvantablement terrible et  affreuse (2014) : Mme Suggs
  - Mascots (2016) : Jolene Lumpkin
  - Lady Business (2020) : Sydney
  - Shotgun Wedding (2022) : Carol

- Olivia Colman dans :
  - La Dame de fer (2011) : Carol Thatcher
  - The Lobster (2015) : la directrice de l'hôtel
  - La Favorite (2018) : Anne d'Angleterre

- Zoë Bell dans :
  - Boulevard de la mort (2007) : Zoë Bell
  - Les Huit Salopards (2016) : Six-Horse Judy

- 1997 : Le Chacal : la fille jamaïcaine (Sophie Okonedo)
- 1998 : The Hi-Lo Country : Mona Birk (Patricia Arquette)
- 1998 : Les Géants : Gerry (Rachel Griffiths)
- 1998 : Le Livre de la vie : Magdalena (PJ Harvey)
- 1999 : Happy, Texas : Josephine « Joe » McClintock (Ally Walker)
- 2001 : Nadia : Clare (Kate Lynn Evans)
- 2003 : The Singing Detective : Nicola/Nina/Blonde (Robin Wright Penn)
- 2003 : L'Été où j'ai grandi : Anna (Aitana Sánchez-Gijón)
- 2003 : Le Dernier Trappeur : Nebraska (May Loo)
- 2006 : La Nuit au musée : Erica Daley (Kim Raver)
- 2007 : Coup de foudre à Rhode Island : Eileen Burns (Amy Ryan)
- 2009 : Dans la brume électrique : Rosa « Rosie » Gomez (Justina Machado)
- 2009 : A Serious Man : Judith Gopnik (Sari Lennick (en))
- 2010 : Tamara Drewe : Zoe (Josie Taylor)
- 2011 : Oslo, 31 août : Tove (Tone Mostraum (no))
- 2012 : Love Is All You Need : Benedikte (Paprika Steen)
- 2012 : Broken : Mme Buckley (Clare Burt (en))
- 2013 : Jimmy P. (Psychothérapie d'un Indien des Plaines) : Doll (Jennifer Podemski (en))
- 2013 : Blood Ties : Marie Pierzynski (Lili Taylor)
- 2015 : Danish Girl : l'infirmière de Lili (Rebecca Root)
- 2015 : Mad Max: Fury Road : Valkyrie (Megan Gale)
- 2016 : Le Livre de la jungle : ? (?)
- 2016 : Fais de beaux rêves : la marraine de Massimo (Arianna Scommegna (it))
- 2018 : Everybody Knows : Mariana (Elvira Mínguez)
- 2018 : Paranoïa : l'infirmière Boles (Polly McKie)
- 2021 : Halloween Kills : Marion Chambers (Nancy Stephens)
- 2022 : Les Lignes courbes de Dieu : ? (?)
- 2022 : R.M.N. : Mme Baciu (Cerasela Iosifescu)
- 2023 : Il reste encore demain : Giovanna (Priscilla Micol Marino)
- 2024 : La Planète des singes : Le Nouveau Royaume : Dar (Sara Wiseman)
- 2024 : Emilia Pérez : Epifanía (Adriana Paz)

### Télévision

#### Téléfilms
- 2013 : Trafic de bébés : Patricia (Venus Terzo)
- 2013 : Le Secret de Clara : Jane Jenkins (Kate Drummond (en))
- 2014 : Lizzie Borden a-t-elle tué ses parents ? : Emma (Clea DuVall[2])
- 2017 : Destin brisé : Britney Spears, l'enfer de la gloire : Felicia Cullotta (Lindsay Gibson)
- 2018 : Noël au Majestic : Ella (Ellen David)
- 2019 : Une romance de Noël en sucre d'orge : Sara Carter (Nancy Sorel)
- 2021 : Une proposition de rêve pour Noël : Helena (Claudia Ferri)
- 2022 : Johnny Depp contre Amber Heard : Du coup de foudre au scandale : Elaine Bredehoft (Mary Carrig)

#### Séries télévisées
- Amanda Wyss[2] dans :
  - Les Experts (2011) : Tina Vincent (saison 11)
  - First Murder (2016) : Kay Cooper (saison 3)
- Clea DuVall[2] dans :
  - Better Call Saul (2015) : Dr Cruz (1re voix - saison 1, épisode 5)
  - New Girl (2016) : Camilla (saison 5, épisode 7)
- 1994-1995 : Earth 2 : Dr Julia Heller (Jessica Steen)
- 1998 : Sins of the City (en) : Sam Richardson (Barbara Williams)
- 2002 : Les Experts : Miami : Evelyn Bowers (Drea de Matteo)
- 2004-2008 : ReGenesis : Luisa Raposa (Inga Cadranel)
- 2005-2007 : Jardins secrets : Willemijn (Annet Malherbe)
- 2009 : Dexter : l'inspecteur Barbara Gianna (Kristin Dattilo)
- 2011-2017 : 2 Broke Girls : Sophie Kachinski (Jennifer Coolidge)
- 2013 : Top of the Lake : Anita (Robyn Malcolm)
- 2015-2017 : Occupied : Wenche Arnesen (Ragnhild Gudbrandsen) (11 épisodes)
- 2017 : Feud : Mamacita (Jackie Hoffman)
- 2018 : La Vérité sur l'affaire Harry Quebert : Jenny Quinn adulte (Victoria Clark) (mini-série)
- 2019 : Hierro : Reyes (Mónica López (es))
- 2019 : Kidnapping : l'infirmière religieuse (Magdalena Karel) (saison 1, épisodes 4 et 5)
- 2022 : Shantaram (en) : ? (?)
- 2022 : The Patient : Colleen (Cindy Michelle) (mini-série)
- 2022 : Barbares : ? (?) (saison 2)
- 2023 : The Buccaneers : ? (?)
- 2024 : My Lady Jane (en) : Lady Frances Grey (Anna Chancellor)
- 2024 : Douglas Is Cancelled : Sheila Bellowes (Alex Kingston) (mini-série)